# Schwenninger Wild Wings
Schwenninger Wild Wings är en professionell ishockeyklubb från Villingen-Schwenningen i Tyskland. Man spelar i Tysklands högsta liga DEL. Klubben spelar sina hemmamatcher i Helios Arena, som rymmer 6193 åskådare.